# Qinyang
Koordinaten: 35° 5′ N, 112° 57′ O

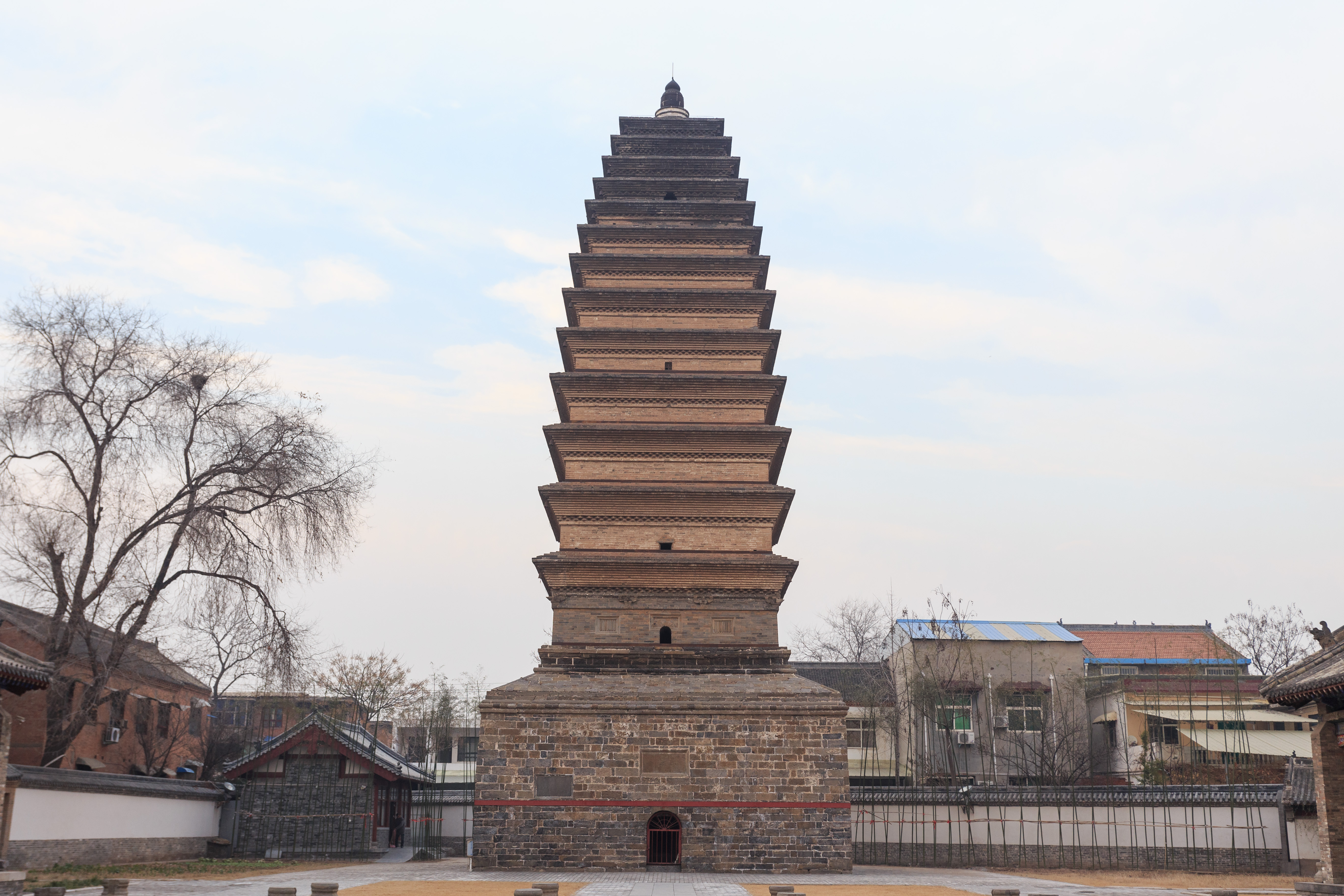
Pagode der Drei Buddhas (Tianning si sansheng ta)

Qinyang (沁阳市,  Qìnyáng Shì) ist eine kreisfreie Stadt in der chinesischen Provinz Henan. Sie gehört zum Verwaltungsgebiet der bezirksfreien Stadt Jiaozuo. Qinyang hat eine Fläche von 595,9 km² und zählt 444.200 Einwohner (Stand: Ende 2018).
Das Grab von Zhu Zaiyu (Zhu Zaiyu mu 朱载堉墓), die Sansheng-Pagode des Tianning-Klosters (Tianning si sansheng ta 天宁寺三圣塔) und die Beida-Moschee von Qinyang (Qinyang Beida si 沁阳北大寺) stehen auf der Liste der Denkmäler der Volksrepublik China.